# 东北薄荷
东北薄荷（学名：Mentha sachalinensis），也称库页薄荷（Sachalin mint)，是脣形科薄荷属的植物，生长於海拔170－1100米的地区，多见於河湖旁、潮湿草地，分布於俄罗斯、日本和中国大陆的东北省区黑龙江、吉林、辽宁、内蒙古等远东地带，故称为东北薄荷。种加词sachalinensis意为“萨哈林的”。